# Шудры

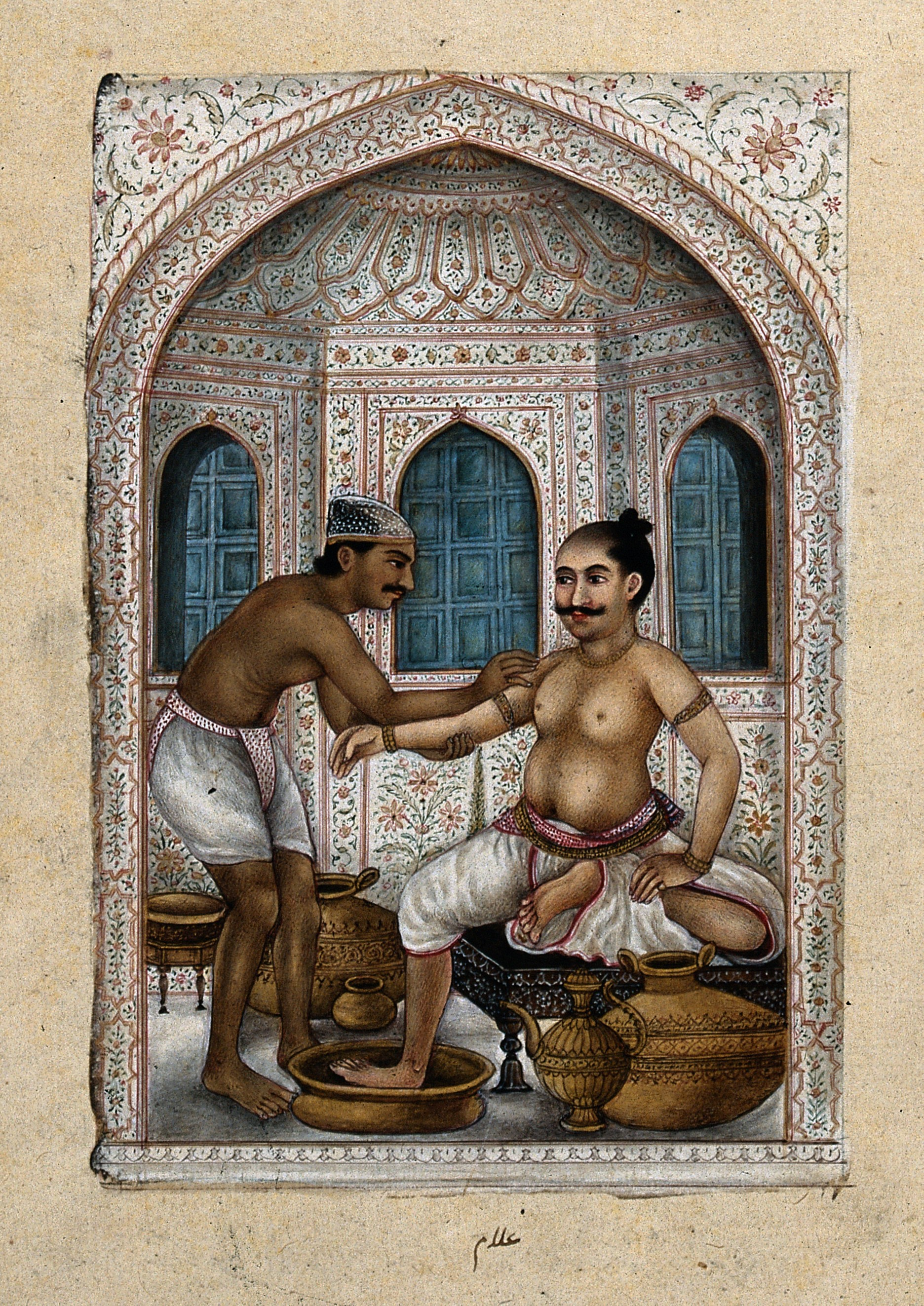
Банщик-шудра обслуживает клиента

Шу́дра (санскр. शूद्र, IAST: śūdra) — одна из четырёх варн (сословий) в Древней Индии. Иногда их называют кастой, иногда — социальным классом. Слово шудра появляется в Ригведе.
Теоретически шудры должны были быть трудящимся классом в сельском хозяйстве, но иногда обслуживающим другие касты в городах. В ранних индийских текстах они прислуживают при коронациях царей и ритуалах приношения драгоценных камней богам.

## Тексты

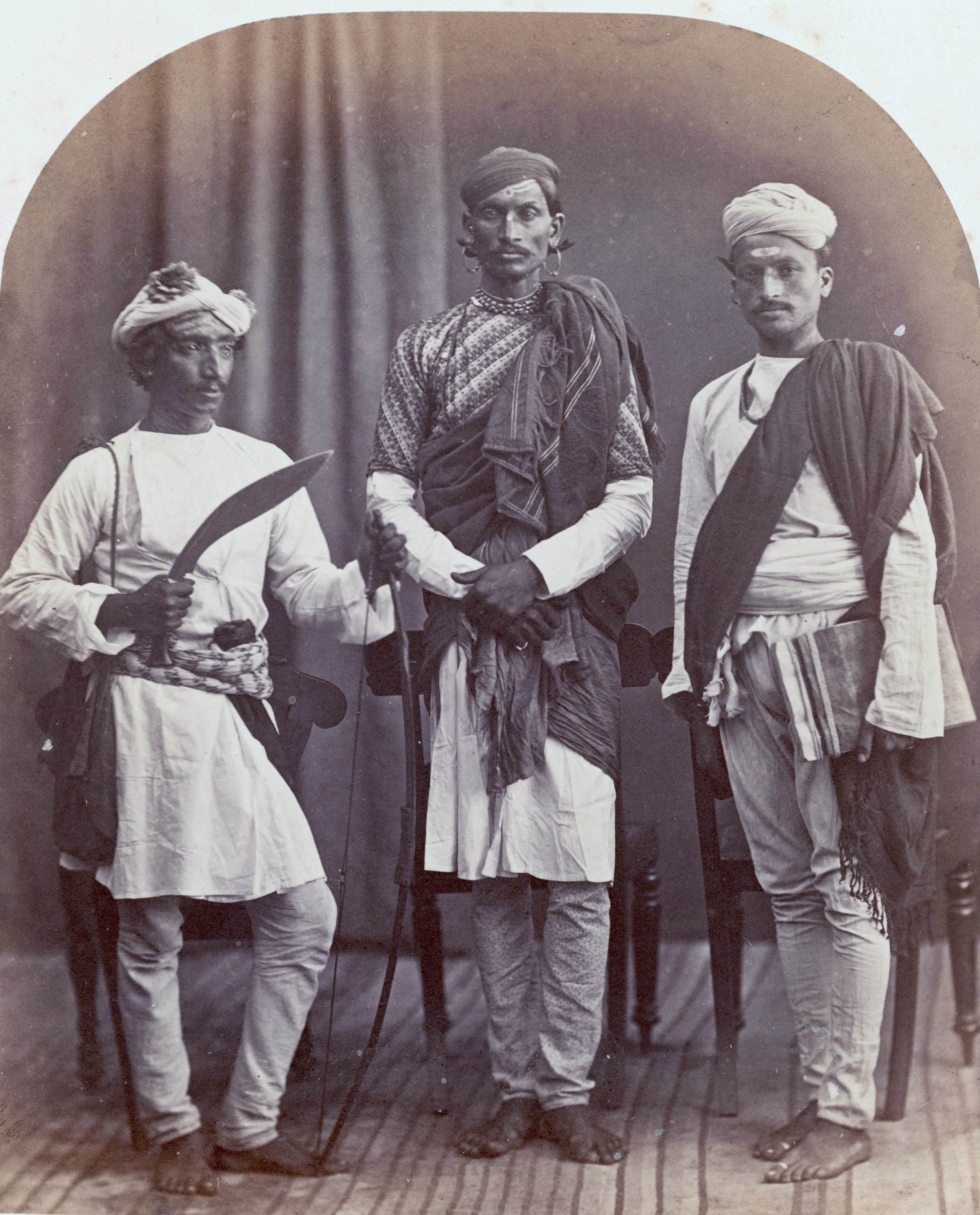
Жители Шимлы разных варн, справа налево — шудра, брахман, кшатрий-гуркха, 1868 г.

### Артхашастра
Древнеиндийский текст Артхашастра утверждает, что арии были свободными людьми и не могли быть подчинены рабству ни при каких обстоятельствах. Согласно Рангараджану, закон о труде и занятости в Артхашастре привел к множеству различных интерпретаций переводчиками и комментаторами, и «рабство в той форме, в какой оно практиковалось в современной Греции, не существовало в Каутильянской Индии».
Каутилья отстаивал права шудр и всех классов на возможность быть воином. Роджер Борше говорит, что это происходило потому, что в личных интересах правителя «иметь народную армию, яростно преданную ему именно потому, что с народом обращались справедливо».

### Ману-смрити
Ману-смрити преимущественно содержит кодекс поведения (правила дхармы) для брахманов и кшатриев. В тексте упоминаются шудры и вайшьи, но довольно коротко. В разделах 9.326-9.335 ману-смрити говорится о восьми правилах для вайшьев и двух для шудр.
В разделе 10.43 — 10.44 приводится список племен кшатриев, которые из-за пренебрежительного отношения к жрецам и обрядам упали до статуса шудр.

### Средневековые Упанишады
Средневековые тексты, такие как Ваджрасучи Упанишада, упоминают варны и содержат в себе термин шудра. Согласно профессору философии Ашвани Питушу, Ваджрасучи Упанишада является важным текстом, поскольку она предполагает и утверждает, что любой человек любого социального происхождения может достичь высшего духовного состояния существования.

## Род деятельности
Традиционно шудрами были крестьяне и ремесленники. Шудры описывались как дающие зерно, и древние тексты описывают способ заработка шудры как «серпом и колосьями зерен». Древняя заповедь «Веды разрушают земледелие, а земледелие разрушает Веды» считается одной из причин, почему шудрам не разрешалось изучать Веды. Тот факт, что крестьяне считались шудрами, также задокументирован китайским путешественником Сюаньцзаном в 7 веке. Кроме того, неприкасаемый, вступивший в профессию земледельца, будет считаться вошедшим в варну шудры.
Традиционные занятия шудры — сельское хозяйство и ремёсла. Согласно Дрекмайеру, «вайшья и шудра действительно имели много общих занятий и часто группировались вместе».
Артхашастра упоминает шудру как ремесленника, в то время как Вишну-смрити (3-й век) утверждает, что все искусства являются их профессиональной областью. Напротив, Парашара-смрити и другие тексты утверждают, что искусство и ремесла являются профессиональной сферой всех четырёх варн.

Другие источники утверждают, что такое утверждение о занятиях шудры не является историческим. Индуистские тексты, такие как эпос[какой?], утверждают, что шудры играли и другие роли, например, они были царями и министрами. Согласно Гурье, в действительности наследственный аспект занятий шудры и других варн отсутствовал в значительной части Индии, и все четыре варны в большом количестве были земледельцами, торговцами или стали воинами в зависимости от экономических возможностей и обстоятельств. Согласно Гурье:
Хотя теоретически положение шудр было очень низким, есть свидетельства того, что многие из них были состоятельными. Некоторым из них удавалось женить своих дочерей в королевских семьях. Сумитра, одна из трех жен царя Дашаратхи, была шудрой. Некоторые из них даже добрались до трона. Знаменитый Чандрагупта традиционно известен как шудра.

## Образование
Историк Р. С. Шарма пришёл к выводу, что Дхармашастры не давали шудрам доступа к обучению грамоте, но позволяли им учиться искусствам и ремеслам, таким как дрессировка слонов. В то время как другие варны демонстрировали различную степень грамотности, шудры, как правило, были неграмотны. Социальный реформатор Джйотирао Пхуле обвинил в ухудшении положения шудр неграмотность и сделал упор на образование. Пхуле заявил:
Из-за недостатка образования интеллект деградировал, из-за недостатка интеллекта мораль загнивала, из-за недостатка морали прогресс останавливался, из-за недостатка прогресса исчезало богатство, из-за недостатка богатства погибали шудры, и все эти печали проистекали из неграмотности